# Rikets allmänna kartverk
Rikets allmänna kartverk var ett statligt ämbetsverk, bildat 1894 genom sammanslagning av Generalstabens topografiska avdelning och Ekonomiska kartverket. Det hade till uppgift att upprätta och utge geodetiskt grundade ekonomiska och topografiska kartor jämte erforderliga beskrivningar över Sverige.
Rikets allmänna kartverk stod under militär ledning fram till 1937 och var därefter en civil myndighet. Verksamheten uppgick 1974 i Statens lantmäteriverk, nuvarande Lantmäteriet.

## Chefer
- 1894–1903: Carl Lowisin
- 1903–1916: Emil Melander
- 1916–1916: Axel Herman Byström
- 1916–1919: Henri de Champs
- 1919–1937: Gustaf Hult
- 1937–1937: Einar Bratt

## Överdirektörer och chefer
- 1937–1954: Vilhelm Hernlund
- 1954–1961: Börje Lundgren
- 1956–1958: Lars Öjborn (tillförordnad)

## Generaldirektörer och chefer
- 1961–1962: Börje Lundgren
- 1962–1974: Harry Wikström